# Square de la Tour-Saint-Jacques
Square de la Tour-Saint-Jacques je square v Paříži ve 4. obvodu. Jeho rozloha činí 6016m2. Náměstí ohraničují ulice Rue de Rivoli (na severu), Avenue Victoria (na jihu), Boulevard de Sébastopol (na západě) a Rue Saint-Martin (na východě).

## Historie
Po stržení kostela Saint-Jacques la Boucherie v roce 1797 zůstala stát pouze jeho zvonice. V roce 1836 získalo pozemky město Paříž a v roce 1856 zde nechalo vybudovat první pařížské square, které navrhl architekt Jean-Charles Alphand. Práce probíhaly v rámci Haussmannových přestaveb Paříže. Vytvoření náměstí znamenalo odstranění ulice Rue du Petit-Crucifix. Náměstí bylo navrženo kolem gotické věže Saint Jacques, podle které získalo jméno. V roce 1857 byla na náměstí postavena socha Blaise Pascala, kterou vytvořil Jules Cavelier. V roce 1955 přibyl památník Gérarda de Nerval.
Dne 7. června 1990 byla jedna ze stezek na náměstí přejmenována na Allée Waslaw-Nijinsky jako upomínka na tanečníka z Ballets Russes, který vystupoval v nedalekém théâtre du Châtelet.
V letech 2006–2009 prošlo náměstí a věž Saint-Jacques rekonstrukcí. V dubnu 2008 byly vysázeny morušovníky.

## Pamětihodnosti
- Věž Saint-Jacques
- Socha Blaise Pascala, který ve věži prováděl pokusy s atmosférickým tlakem
- Památník básníka Gérarda de Nerval v upomínku na jeho sebevraždu na nedalekém Place du Châtelet